# Ward Chipman (1754-1824)
Pour les articles homonymes, voir Chipman.
Ward Chipman était un avocat, un juge et un homme politique néo-brunswickois. Il est administrateur de la province entre 1823 et sa mort survenue en 1824.

## Biographie
Ward Chipman naît le 30 juillet 1754 à Marblehead, au Massachusetts. Ses parents sont John Chipman et Elizabeth Brown. Il étudie au collège Harvard. Il enseigne d'abord à Boston et étudie ensuite le droit avec Jonathan Sewall.
Loyaliste, il doit quitter les Treize Colonies au déclenchement de la révolution américaine et réside d'abord à Halifax, en Nouvelle-Écosse, avant de s'établir à Londres. En 1777, il devient l'adjoint d'Edward Winslow et est admis au barreau de New York.
À la fin de la guerre, il demande une terre en Nouvelle-Écosse et fait partie d'un groupe de Loyalistes demandant la séparation de la Nouvelle-Écosse, ce qui conduit à la création de la province du Nouveau-Brunswick. Il est nommé solliciteur général de la nouvelle province et prépare la charte de la cité de Saint-Jean à la demande du gouverneur Thomas Carleton. Il est greffier de l'endroit entre 1785 et 1809, en plus d'occuper la fonction de juge de paix. Toujours en 1785, il est l'un des fondateurs du barreau du Nouveau-Brunswick et il ouvre un cabinet à Saint-Jean. L'un de ses clients est Benedict Arnold. Il épouse Elizabeth Hazen le 24 octobre 1786 et le couple a un enfant, du nom du père.
Il tente trois fois de se faire élire à l'Assemblée législative du Nouveau-Brunswick, en 1785, en 1793 et en 1795. En 1800, il défend la cause d'une esclave; la cour est divisée sur la légalité de l'esclavage dans la province et l'esclave est retournée à son maître. Ward Chipman supporte de plus l'établissement de réfugiés Noirs à la suite de la guerre de 1812. Il se fait également fermier et est reconnu pour la qualité de ses patates.
Ward Chipman représente les Britanniques dans les négociations sur la délimitation de la frontière de la province et du Maine. Il devient juge puîné de la cour suprême en 1808. En 1815, il est nommé à une autre commission sur la délimitation de la frontière dans la baie de Passamaquoddy. En 1823, il est nommé administrateur colonial à la suite du décès du lieutenant gouverneur George Stracey Smyth. Il meurt en fonction le 9 février 1824 à Fredericton.

## Hommages
La bibliothèque Ward Chipman de l'université du Nouveau-Brunswick est nommée en son honneur.